# Комаровський Олексій Едуардович
Олексій Едуардович Комаровський  — український кінопродюсер, режисер, актор, сценарист. Засновник української кінокомпанії Idea Films.

## Біографія

### Освіта та ранні роки життя
Олексій Комаровський провів дитинство та шкільні роки у місті Чернівці. З 6 до 16 років професійно займався великим тенісом, паралельно навчався акторської майстерності в Театрі юного глядача та грав у постановах Обласного драматичного театру та ТЮГ. Закінчив економічний факультет Київського національного торговельно-економічного університету, згодом здобув продюсерську та акторську освіти.

### Кар'єра
Після закінчення університету Олексій відкрив декілька власних справ у сфері торгівлі та в ресторанному бізнесі, займав управлінські посади в енергетичних та телекомунікаційних компаніях та працював в МНС України.
У 2013 році створив кінокомпанію Idea Films, яка перші декілька років спеціалізувалась на зніманні реклами та музичних кліпів.
Пізніше Олексій розробив та продюсував формат ТВ шоу «Кар'єристи», перший великий проєкт кінокомпанії.
Олексій брав участь як актор у понад 40 проєктах. Найбільш відомий за романтичною комедією «Сусідка» (2021), хорором «Парадокс» (2015), авантюрною комедією «Коли ти вийдеш заміж?» (2024), комедією «Сусіди назавжди» (2023), іронічно-детективним серіалом «Паніка Вова» та інші.
У 2022 році фільм Олексія Комаровського «Область Героїв» став першим українським фільмом, знятим під час повномасштабного вторгнення для світового кінопоказу. Показаний у понад 20 країнах, став номінантом  кінофестивалю за підтримки Президента України Ukrainian National Film Festival «Cinema for Victory» до складу журі якого увійшли Шон Пен, Лієв Шрайбер, Сергій Михальчук, Андре Сінгер та інші світові кінопрофесіонали.
У 2024 році Олексій як автор сценарію і режисер створив міжнародну романтично-авантюрну комедію «Коли ти вийдеш заміж?» в копродукції з командами чотирьох європейських країн (Україна, Хорватія, Словаччина, Латвія). Фільм вперше був презентований в рамках 77-го Каннського кінофестивалю. Фільм вийде в кінопрокат в Україні та країнах Європи.

## Нагороди та відзнаки
- Американський фестиваль HCF Screenplay Competition 2019 (Los Angeles) — за кіносценарій трагікомедії «Кризис-менеджер»[21]
- Американський фестиваль Screenplay Festival 2018 (Los Angeles) — за кіносценарій трагікомедії «Кризис-менеджер»
- Подяки за створення патріотичного фільму «Область Героїв» та волонтерську діяльність: Міністерства культури та інформаційної політики 2023 , Київської обласної військової адміністрації 2023,  Сил територіальної оборони ЗСУ 2024,  Київської обласної ради 2023

## Фільмографія
| Рік       | Назва                                 | Участь                                         |
| 2014      | Naughty Kids («Діти рулять»)          | Креативний продюсер                            |
| 2015      | Парадокс                              | Актор — головна роль                           |
| 2015      | Naughty Kids 2 «Діти рулять 2»        | Співпродюсер                                   |
| 2017      | "Game «Ninth Sky» "Гра «Дев'яте небо» | Співпродюсер                                   |
| 2018-2020 | Паніка Вова                           | Актор — головна роль                           |
| 2019      | Небезпечна гра                        | продюсер, режисер                              |
| 2021      | Сусідка                               | Актор                                          |
| 2022      | Область Героїв                        | Продюсер, автор                                |
| 2023      | Сусіди назавжди                       | Продюсер, режисер, автор, актор — головна роль |
| 2024      | Коли ти вийдеш заміж?                 | Режисер, автор сценарію, актор                 |